# Stanisław Kryczyński
Stanisław Kryczyński (ur. 3 maja 1911 w Nowym Sączu, zm. 2 listopada 1941 w Łowiczu) – tatarski historyk, orientalista. 

## Życiorys
Studiował prawo i historię na UJK i UJ. Jego mistrzem był Stanisław Zakrzewski. Ananiasz Zajączkowski kierował jego studiami z zakresu turkologii na UW. W latach w 1938-1939 zatrudniony w AGAD. Współpracownik Leona Kryczyńskiego.
20 sierpnia 1939 ożenił się z Ireną Krudowską. W 1940 oboje przenieśli się w okolice Łowicza. Spisał swoje wspomnienia, miał też przygotowane materiały do tomu IV „Rocznika tatarskiego”, jednak niemieckie władze okupacyjne nie wydały zgody na jego wydrukowanie. Zachorował na tyfus i zmarł 2 listopada 1941. Pochowany został w Łowiczu.

## Wybrane publikacje
- Tatarzy litewscy,  Warszawa: Wydanie Rady Centralnej Związku Kulturalno-Oświatowego Tatarów Rzeczypospolitej Polskiej 1938.
- Lietuvos totoriai. Istorines ir etnografines monografijos bandymas, iš lenkų kalbos verte Tamara Bairašauskaite, Vilnius: Mokslo ir enciklopedijų l-kla 1993.
- (współautor: Leon Kryczyński) Tatarzy w Słonimiu, Wrocław 1988.
- Wspomnienia. Utwory poetyckie. Eseje, wybór, wstęp i opracowanie Grzegorz Czerwiński, Białystok: Alter Studio 2014.